# Pentre Ifan
Pentre Ifan es un dolmen categorizado como monumento planificado situado en la parroquia civil de Nevern, Newport, en la zona norte de Pembrokeshire, en la parte oriental de Gales, Reino Unido.  En esta región se encuentran los mayores y mejor conservados dólmenes neolíticos de Gales. El lugar se encuentra a 17 km de Cardigan.

## Historia
El dolmen, que data de 3500 a. C. aproximadamente,  fue utilizado como cementerio. Los dólmenes visibles corresponden al portal y a la cámara principal, que estaba cubierta por un montículo de piedra de 36 m de largo. Algunas de las piedras se han desplazado aunque siete siguen en su posición original.
Pentre Ifan, como el resto de dólmenes se utilizaba como fosa fúnebre o para conmemorar a algún personaje de importancia fallecido, aunque no se descarta la idea de que el dolmen fuese realizado para otro tipo de ritos. Esta clase de dólmenes solían ser sitios de reunión para los druidas en la cultura celta, por lo que podría haber sido también considerado como un remanso de paz y de refugio.

## Características
La piedra superior mide 5,1 m y se estima que pesa 16 t. Está delicadamente sostenida por las puntas de tres rocas ancladas en el terreno. La fachada que rodea el portal fue construida siguiendo la técnica de piedra seca.
Las piedras que forman un arco son rocas ígneas del propio lugar. Como en Stonehenge, muchas veces estos monumentos megalíticos están orientados hacia el levantamiento o caída del Sol, Luna u otro tipo de astros en algún día especial como los solsticios de verano o los solsticios de invierno, Pentre Ifan no dispone de ninguna de estas características.

## Arqueología

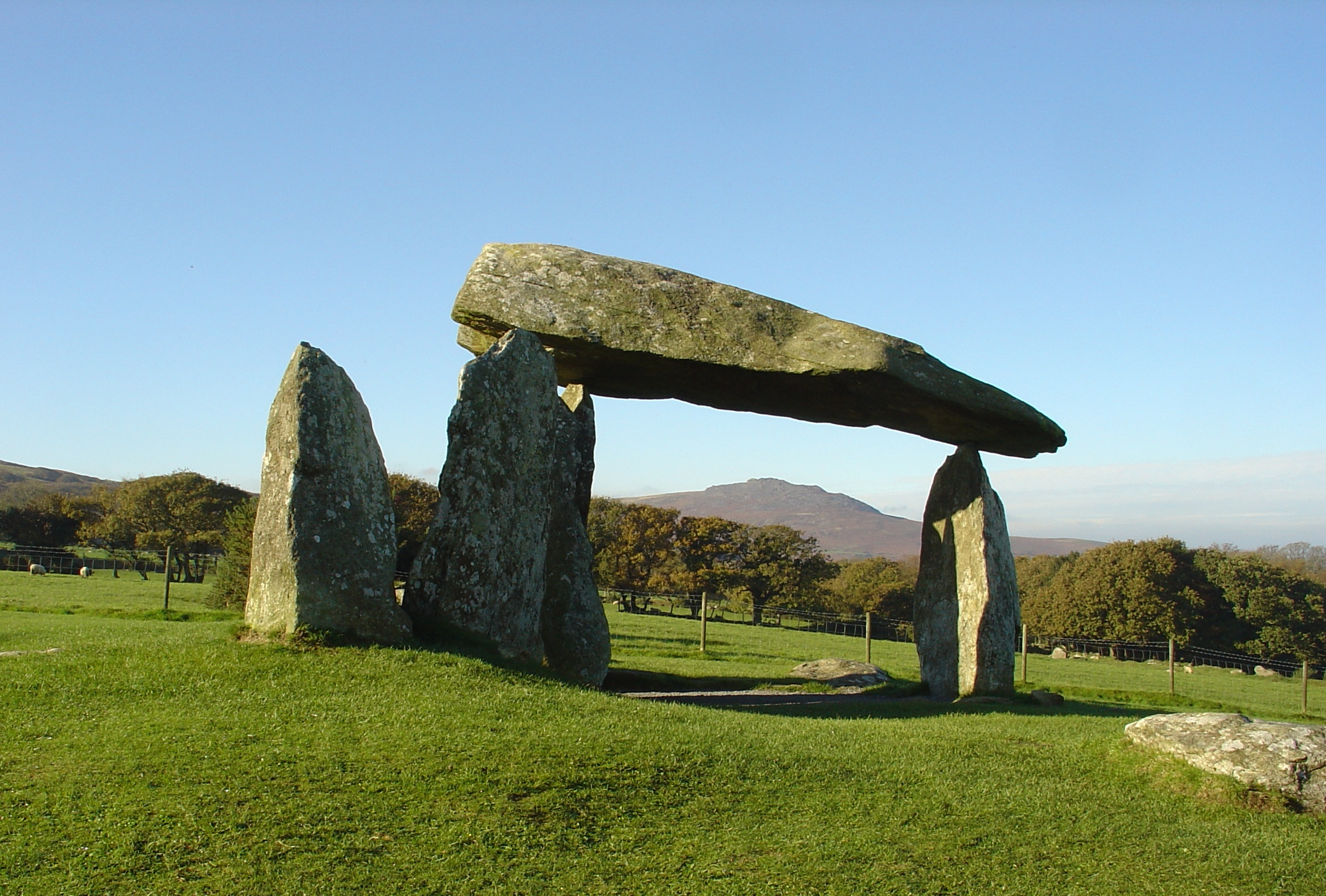
Dolmen de Pentre Ifan, vista lateral.

Pentre Ifan fue analizado por los primeros viajeros que llegaron al lugar así como los anticuarios. Rápidamente se hizo famoso como un icono del antiguo Gales, de grabados de las piedras románticas.
George Owen escribió de Pentre Ifan en Enthusiatic terms en 1603 y Richard Tongue lo pintó en 1835.
El 8 de junio de 1884, 2 años después de la promulgación de la primera Ley de Monumentos Antiguos, Augustus Pitt Rivers, primer Inspector de Monumentos Antiguos de Gran Bretaña hizo una visita al monumento. 12 días más tarde se designó como monumento planificado, la primera designación de Gales. Este hecho proporcionó un grado de protección legal, ya que se convirtió en una ofensa la supresión de piedras o elementos en la zona.
Las excavaciones arqueológicas se llevaron a cabo entre 1936 y 1937 y entre 1958 y 1959, ambos liderados por William Francis Grimes. Estas excavaciones fueron útiles para identificar filas de fosas rituales que formaban bajo el montículo. También se encontraron bordillos en el montículo pero no dispuestos en una secuencia completa, alineándose más hacia la cámara de piedra. Muy pocos objetos fueron encontrados en las excavaciones, con excepción de algunas lascas de pedernal y una pequeña cantidad de cerámica procedente del occidente de Gales.
El dolmen es propiedad y está mantenido por Cadw, la Agencia Galesa de Monumentos Históricos. El lugar está bien cuidado y la entrada es gratuita. Se encuentra a unos 17 km de  Cardigan, a 5 km al este de Newport.

## Leyenda

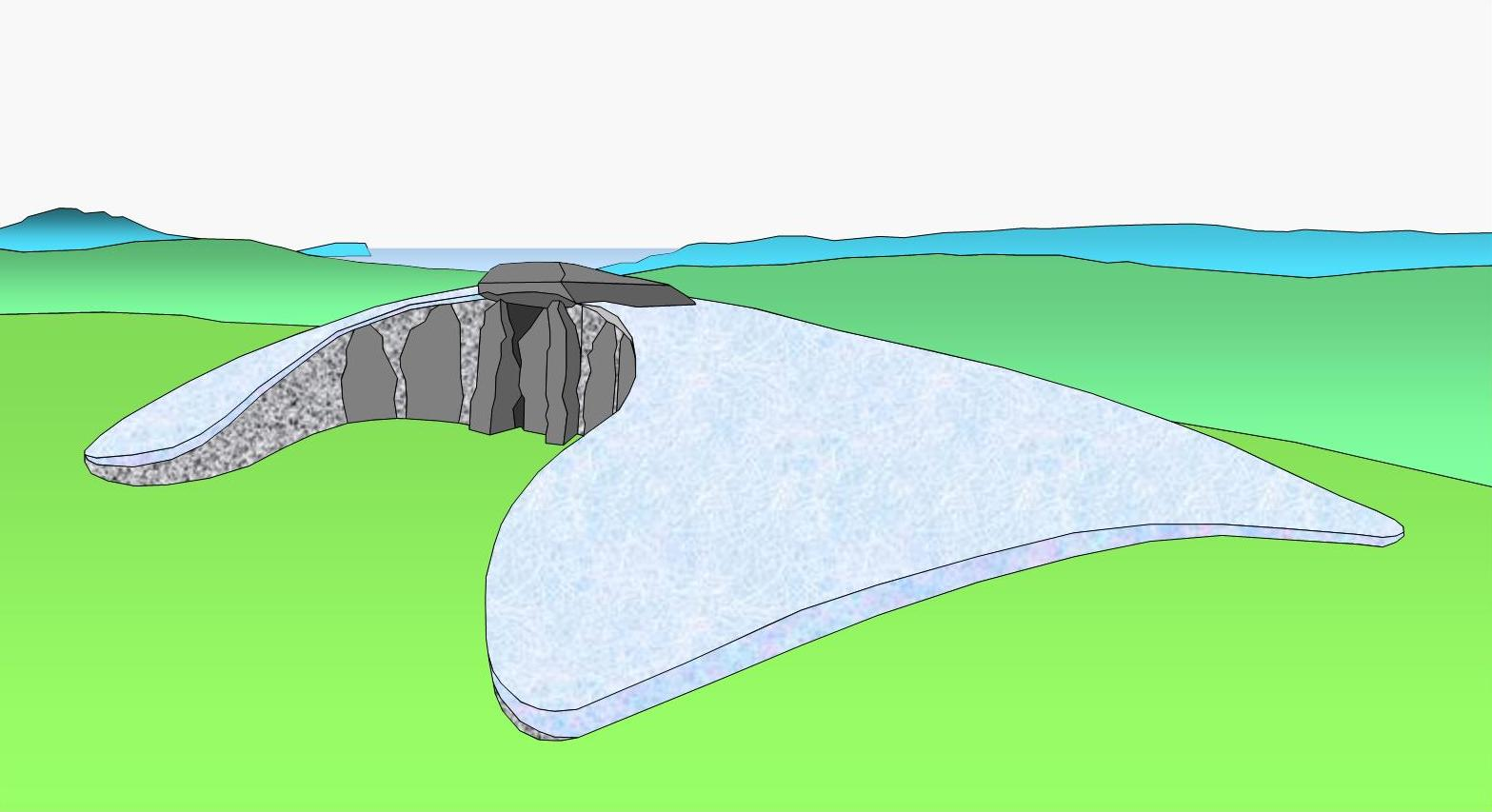
Dolmen de Pentre Ifan. Reconstrucción gráfica.

Existen varias leyendas en la región sobre Pentre Ifan. Una de ellas comenta que en la zona del dolmen aparecen hadas descritas como pequeños niños en trajes de soldados con gorras rojas. Otra leyenda afirma que en sus inmediaciones aparecen fantasmas, niños vestidos de soldado y con gorras de color rojo.

Pentre Ifan
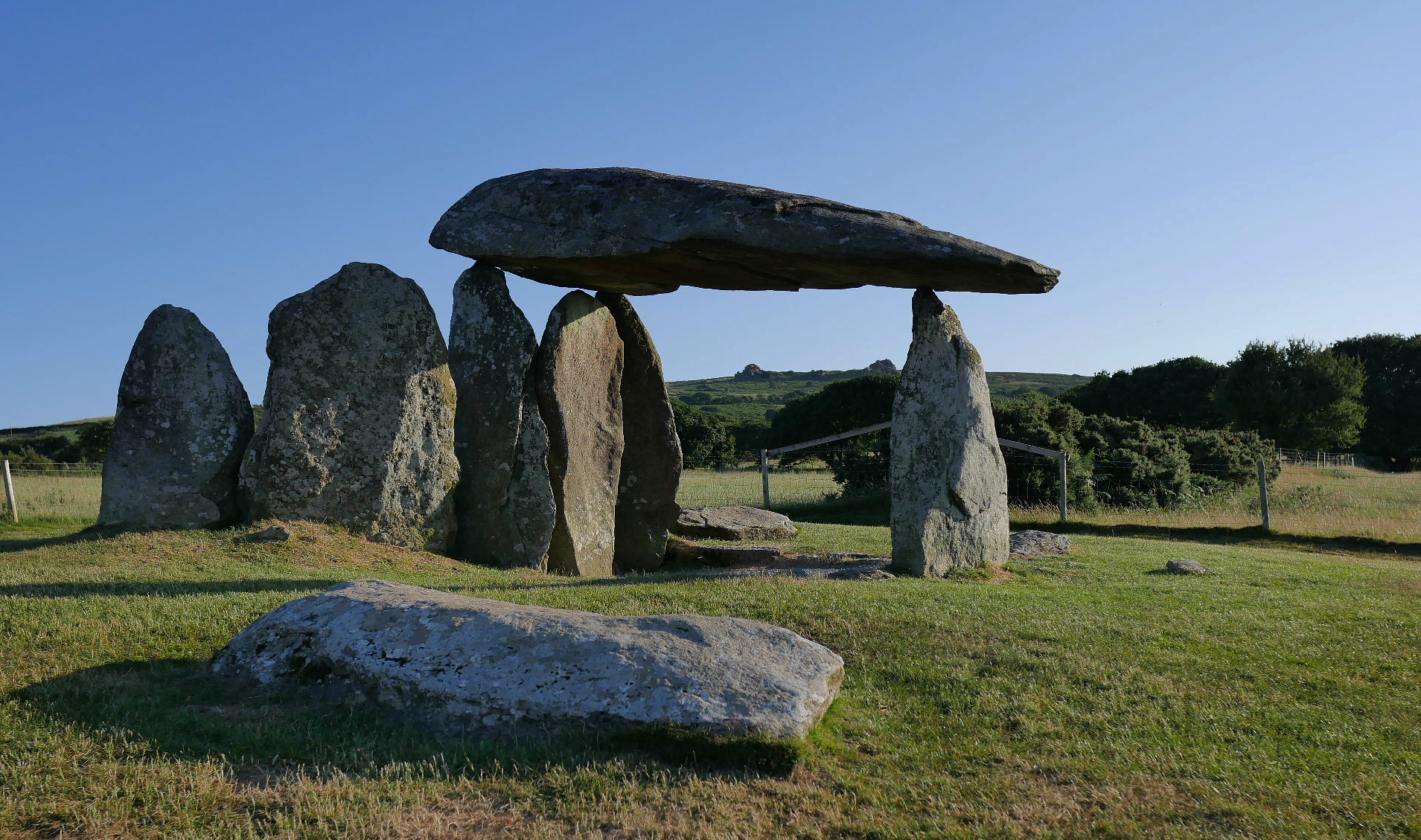
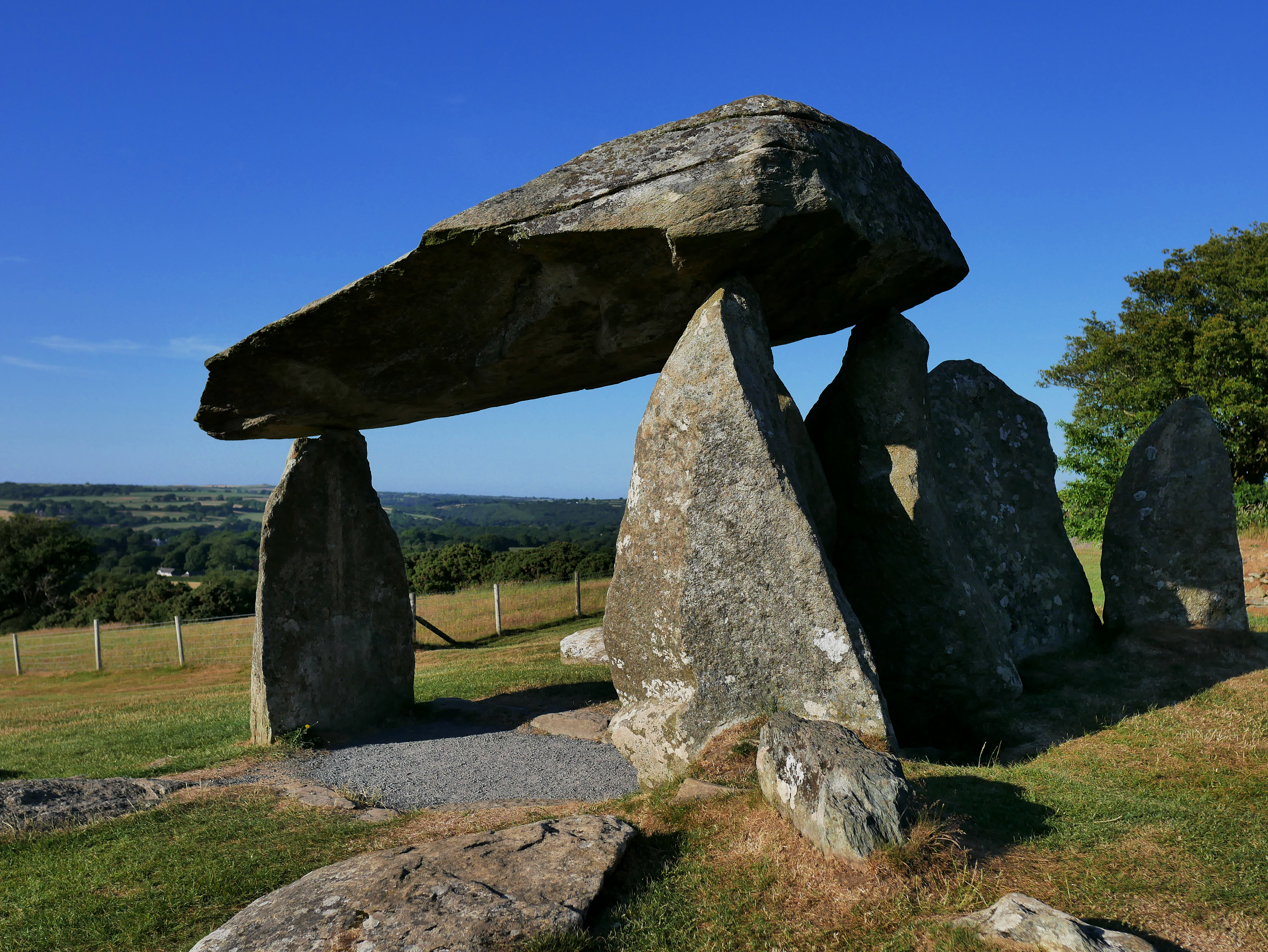
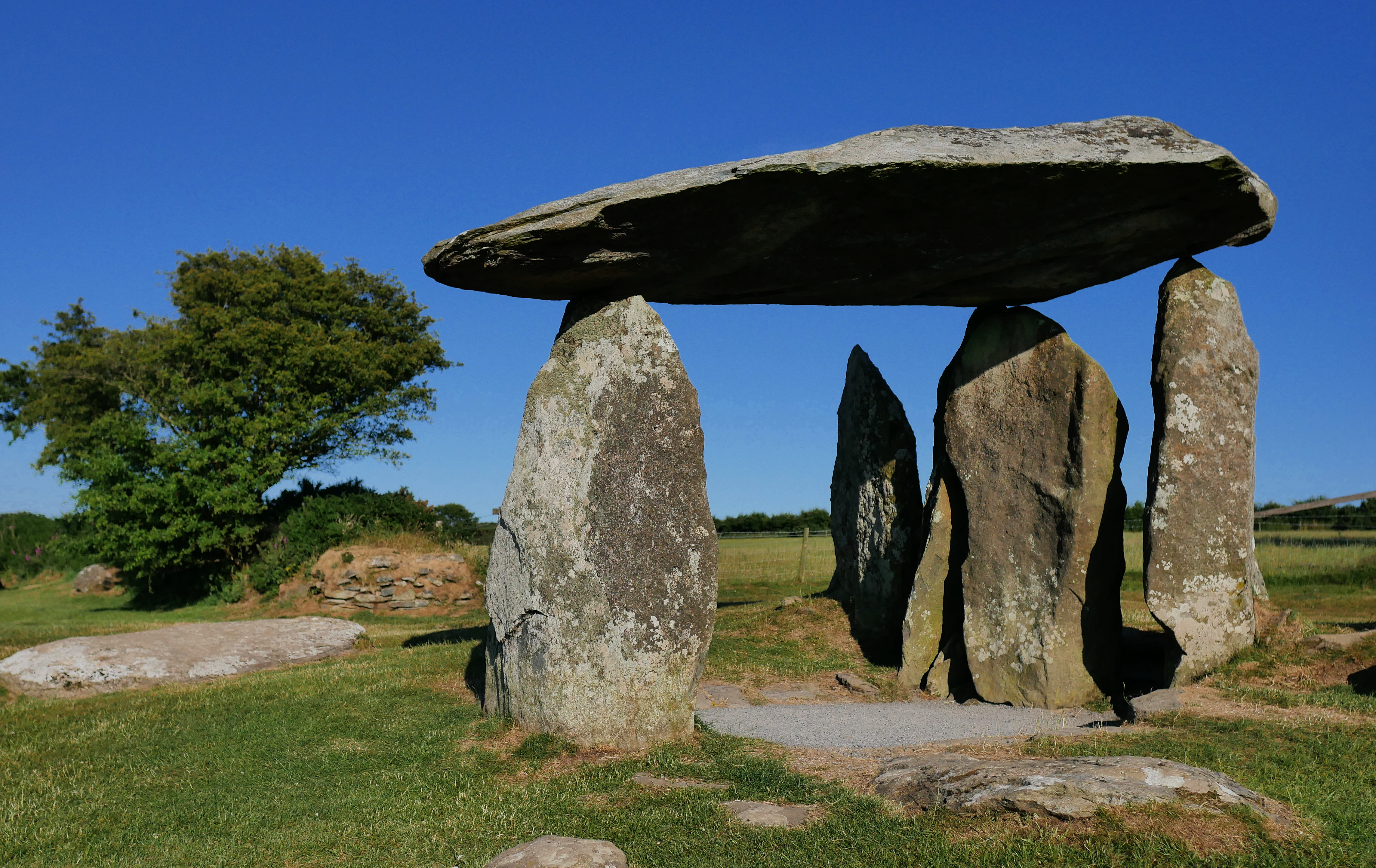
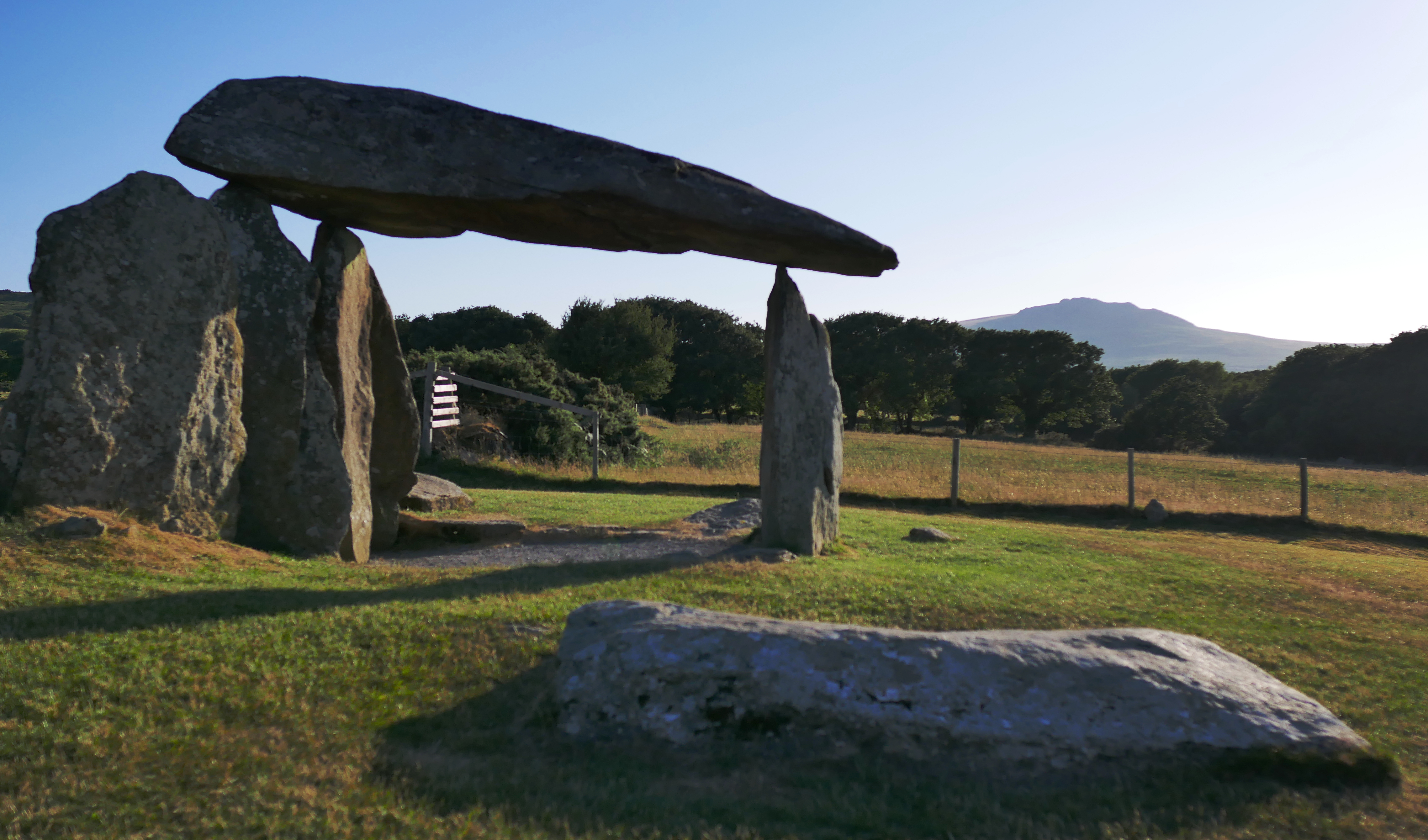